# Gnetum ridleyi
Gnetum ridleyi är en kärlväxtart som beskrevs av James Sykes Gamble och Markgr. Gnetum ridleyi ingår i släktet Gnetum och familjen Gnetaceae. Inga underarter finns listade i Catalogue of Life.